# Ignacy Gierada
Ignacy Gierada (ur. 10 kwietnia 1947 w Zamkowej Woli, zm. 5 lutego 2021 w Chybicach) – polski polityk, samorządowiec, od 1994 do 2014 roku wójt Gminy Pawłów. Członek Polskiego Stronnictwa Ludowego.

## Życie prywatne
Syn Wawrzyńca i Leokadii. Żonaty – żona Lidia. Miał troje dzieci – Monika, Leszek, Karol. Mieszkał w Chybicach.

## Wykształcenie
Po ukończeniu w 1964 roku Zasadniczej Szkoły Budowlanej w Ostrowcu Świętokrzyskim, rozpoczął naukę w 3-letnim Technikum Budowlanym dla Pracujących, które ukończył w 1967 roku, w zakresie specjalności – budownictwo ogólne. Od 24 października 1967 roku do 16 października 1969 roku odbywał zasadniczą służbę wojskową. 3 maja 1984 roku ukończył studia z zakresu budownictwa na Wydziale Budownictwa Lądowego Politechniki Świętokrzyskiej w Kielcach, specjalność konstrukcje budowlane i inżynierskie uzyskując tytuł inżyniera.

## Praca zawodowa
Pracownik Kombinatu Budowlanego w Ostrowcu Świętokrzyskim od 19 sierpnia 1964 roku. Od 1 kwietnia 1971 roku na stanowisku kierownika budowy. W okresie od 15 maja 1989 do 31 stycznia 1992 roku pełnił funkcję Szefa Kontraktu podczas budowy CSRF Mariańskie Łaźnie. Od 14 lipca 1994 roku w związku z wyborem na Wójta Gminy Pawłów został oddelegowany na bezpłatny urlop.

## Działalność polityczna
12 lipca 1994 roku uchwałą Nr I/7/94 Rady Gminy w Pawłowie został powołany na stanowisko Wójta Gminy Pawłów. Funkcję tę pełnił do 17 listopada 2014 roku. Członek Polskiego Stronnictwa Ludowego.

## Ordery, tytuły i inne wyróżnienia
- Srebrny Krzyż Zasługi – 2005 r.
- Brązowa odznaka honorowa „Zasłużony dla Budownictwa i Przemysłu Materiałów Budowlanych” – 1979 r. – nr leg. 9828/79 z dn. 27.08.1979 r.
- Srebrna odznaka honorowa „Zasłużony dla Budownictwa i Przemysłu Materiałów Budowlanych” – 1984 r. – nr leg. 8602/84 z dn. 25.07.1984 r.
- Odznaka „Za Zasługi dla Kielecczyzny” – 1988 r. – nr leg. 47075 z dn. 16.09.1988 r.
- Brązowy Medal „Za Zasługi dla Pożarnictwa” – 1998 r. – nr leg. 283/B/98
- Złoty Medal „Za Zasługi dla Pożarnictwa” – 2000 r. – nr leg. 218/Z/00 z dn. 17.04.2000 r.
- Odznaka honorowa „Za zasługi dla oświaty” – 1998 r. – nr leg. 5551 z dn. 22.05.1998 r.
- Honorowy Obywatel Gminy Pawłów – 2005 r.[3]